# Pulmonalisstenose

Pulmonalisstenose

Een pulmonalisstenose is een vernauwing van de hartklep tussen longslagader en rechterventrikel.

## Oorzaken
Hoewel een pulmonalisstenose  veroorzaakt kan worden door acuut reuma of door exotische oorzaken als een harttumor,  is de aandoening in de meeste gevallen aangeboren.  Hoewel net als bij de aortastenose  de oorzaak boven de klep (in de longslagader dus)  of onder de klep gelegen kan zijn, betreft het meestal een verkeerd aangelegde klep. Die is dan misvormd, koepelvormig met een kleine opening.

## Met ventrikelseptumdefect
Belangrijk  is,  of er tevens een ventrikelseptumdefect is. De tetralogie van Fallot wordt gekenmerkt door een pulmonalisstenose, een ventrikelseptumdefect, een naar rechts verplaatste (overrijdende) aorta en rechterventrikelhypertrofie. Deze kinderen hebben een cyanose, dat wil zeggen, ze zien blauw door zuurstofgebrek.

## Zonder ventrikelseptumdefect
Ook bij een intact harttussenschot zal de druk in de rechterkamer toenemen en de ejectieduur langer worden.  Er treedt ook hier rechterventrikelhypertrofie op.
Door de hoge druk zal vaak een rechts-links-shunt optreden door bijvoorbeeld een atriumseptumdefect of een open foramen ovale, de opening in het boezem-tussenschot die voor de geboorte noodzakelijk is, maar zich bij gezonde baby's sluit na de geboorte. 
Door de rechts-links-shunt komt zuurstofarm bloed in de lichaamsslagader, met ook hier cyanose als gevolg.
Hoewel ze een blozend vollemaansgezicht hebben, is 25% van de kinderen zonder klachten. Bij een ernstige stenose staan snelle vermoeidheid en kortademigheid op de voorgrond.

## Behandeling
Indien nodig, bijvoorbeeld bij een hoge druk in de rechterkamer, is operatie noodzakelijk. Indien mogelijk zal men de klep oprekken met behulp van een ballon,  indien nodig kan men een plastiek of een klepvervanging doen.